# アレクサンダル・パヴロヴィッチ
アレクサンダル・パヴロヴィッチ（セルビア語: Александар Павловић, ラテン文字転写: Aleksandar Pavlović、2004年5月3日 - ）は、ドイツ・バイエルン州ミュンヘン出身のサッカー選手。ブンデスリーガ・FCバイエルン・ミュンヘン所属。ドイツ代表。ポジションはミッドフィールダー。

## 経歴

### バイエルン・ミュンヘン
2011年にSCフュルステンフェルトブルックからバイエルンミュンヘンのジュニアチームに移籍した。2021年7月23日、パブロヴィッチは2022年まで契約を延長した。2022年5月3日、バイエルン・ミュンヘンと契約を結んだ。同月、初めてバイエルンミュンヘンのトップチームの練習に参加した。2023年5月6日に行われた、ブンデスリーガ第31節のブレーメン戦で初のベンチ入りを果たした。
10月28日、ブンデスリーガ第9節SVダルムシュタット98戦に77分から途中出場しトップチームデビューを果たした。11月4日、第10節のドルトムント戦では途中出場からケインの3点目をアシストし、トップチーム初アシストを記録して4-0の勝利に貢献した。11月11日、第11節のハイデンハイム戦でトップチームで初めて先発して76分間プレーし、4-2の勝利に貢献した。2024年1月27日、第19節のFCアウクスブルク戦でトップチーム初ゴールを決めた。2月3日、第20節のボルシアMG戦でもゴールを決め2試合連続ゴールを記録した。

### 代表
2024年3月14日、オランダ代表、フランス代表との国際親善試合に臨むドイツ代表のメンバーに初招集されたが、扁桃炎を再発したため、代表を離脱した。
2024年5月16日、EURO2024のドイツ代表メンバーに招集された。
2024年6月3日、ウクライナ代表との親善試合に途中出場し、代表デビューを飾ったが、扁桃炎を再発したため、EURO2024のメンバーから外れた。
2024年9月8日、UEFAネーションズリーグのハンガリー代表戦で代表初ゴールを記録した。